# Zone occupée (revue)
Zone occupée est une revue d'art et de culture actuelle semestrielle fondée en 2011 dans la ville d'Alma, au Québec. Elle promeut les œuvres et artistes de la région du Saguenay-Lac-St-Jean.  

## Histoire
En 2011, IQ Atelier, un organisme dont la mission est de fournir des instruments nécessaires à la création aux artistes de la ville d'Alma, fonde la revue Zone occupée. Les objectifs de Zone occupée sont d'offrir une vitrine sur les art et la culture du Saguenay-Lac-St-Jean et d'approfondir la réflexion sur les enjeux liés à la création en région,. Pour cette raison, la revue ne se concentre pas sur un type d'art en particulier, mais plutôt sur tout ce qui se fait par des artistes de la région. La revue permet également à des auteurs, autrices et critiques de débattre et d'analyser les textes de leurs collègues. Chaque publication repose sur une thématique différente qui permet de réfléchir à l'art régional. La revue a également une plateforme web sur laquelle elle partage des articles inédits, des vidéos et des balados. 
En plus du magazine, les membres de Zone Occupée ont deux autres projets : une plateforme web et des projets d’édition de création. La plateforme web, mise sur pied par La Web Shop, est lancée en 2013. Il est possible pour les artistes de mettre eux-mêmes du contenu sur le site. Une place importante est accordée aux œuvres vidéos et cinématographiques.
En 2016, Zone occupée collabore avec La Fabrique culturelle de Télé-Québec, la Boîte de pickup ainsi que les réalisateurs Philippe David Gagné et Jean-Marc E. Roy pour rendre possible la création d'une web-série documentaire intitulée Airs communs. La série de cinq épisodes porte sur des artistes de la région du Saguenay-Lac-St-Jean.
Depuis 2017, les lauréats du concours D'Artagnan-02, qui récompense des artistes qui ont un impact positif sur la culture régional, ont droit à un dossier complet dans un numéro de la revue. 
Zone occupée est partenaire au fonctionnement du Centre national d'exposition de la ville du Saguenay. La revue est également partenaire de l'organisme Culture Saguenay-Lac-St-Jean.  
La revue est membre de la Société de développement des périodiques culturels québécois (SODEP) depuis 2014.   

## Comité de rédaction et contributeurs
L'équipe de la revue, en 2022, regroupe Patrick Moisan à la direction, Jean-Rémi Dionne à la rédaction en chef, Mathilde Martel-Coutu à la coordination, Christine Martel à la révision et Charlotte Bouchard aux communications. 
En 2022, le comité de rédaction est composé de Gabrielle Desbiens, Étienne Boulanger, Jean-Rémi Dionne, Christine Martel, Mathilde Martel-Coutu, Ryan Miller, Patrick Moisan, Frédérick Plamondon, Yannick Potvin et Jean-Paul Quéinnec. 